# William Sherring
William John (Billy) Sherring (Hamilton, 18 september 1878 - 5 september 1964) was een Canadese atleet en winnaar van de marathon tijdens de Olympische Spelen van 1906, ook wel de tussenliggende Spelen genoemd.
Sherring behoort, samen met zijn landgenoot Jack Caffery, die de Boston Marathon in 1900 voor Sherring won, tot de beste marathonlopers van hun tijd. Beide heren waren lid van de atletiekvereniging St. Patrick’s Athletic Club in hun woonplaats Hamilton. Deze club hield een benefietconcert om hun deelname aan de spelen te financieren. Dit concert bracht slechts 75 dollar op. Caffery verzekerde zich hiermee van een reis naar Athene. Er was echter niet genoeg geld om ook Sherring naar Athene af te laten reizen. Het resterende bedrag zette hij in op een paard, genaamd "Cicely", dat hem geluk bracht. Met een winstverhouding van 6:1 won hij genoeg geld voor zijn reis naar Athene en een klein bedrag voor Athene zelf.
Sherring bereikte Athene zeven weken voor het begin van de Olympische Spelen. Voor de tussentijd vond hij wat werk bij de spoorwegen in Athene.
De marathon startte op 1 mei om 14:00. De zeer lichte Sherring hield zich bij de start ietwat terug. Na de eerste helft nam hij de leiding en bouwde al snel een voorsprong op. Uiteindelijk won hij de wedstrijd. De laatste 50 meter liep prins Georg uit Griekenland mee naast Sherring. De lengte van de marathon, die tot de Olympische Spelen van 1924 varieerde, bedroeg in 1906 41,86 km. Sherring deed daar 2:51.24 over en had een voorsprong van bijna 7 minuten op de nummer twee John Svanberg. Als prijs won hij een levend lam en een standbeeld van de godin Athene.
Sherring kreeg bij zijn terugkeer in zijn geboorteland diverse premies en een triomfaal onthaal. Na zijn succes trok hij zich terug uit de sport en werkte tot 1942 bij de douane in Hamilton. Na zijn succes was hij trainer van het Canadese olympische marathonteam op de Olympische Spelen van 1908 in Londen.
Ter ere van William "Billy" Sherring heeft men een plaatselijke loop over 30 kilometer, genaamd "The Around the Bay Road Race", in zijn woonplaats omgedoopt tot "Billy Sherring Memorial Road Race". Ook is er een klein park naar hem vernoemd, genaamd "Billy Sherring Park".

## Titels
- Olympisch kampioen marathon - 1906

## Persoonlijk record
- Marathon - 2:51.24 (Athene, 1906)

## Palmares
- 1906:  OS - 2:51.23,6